# Chadds Ford
Chadds Ford è una piccola cittadina situata nella contea di Delaware, trenta chilometri a sud di Philadelphia. Secondo il censimento del 2000 conta 3 170 abitanti. Prima del 1996 la città era conosciuta come Birmingham Township ma poi il nome fu cambiato per permettere ad essa di non essere confusa con l'omonimo Census-designated place e per evidenziare il suo ruolo nella battaglia di Brandywine.
A Chadds Ford visse una famosa famiglia di artisti statunitensi: N. C. Wyeth, i figli Andrew, Henriette, Carolyn, Nathaniel e Ann, e il nipote Jamie. Il campo di battaglia di Brandywine è situato nel territorio della cittadina, come il Brandywine River Museum, che ospita la maggior parte delle opere dei Wyeth.
Dalla fondazione della Chaddsford Winery nel 1982 la città è diventata centro di viticoltura e di produzione vinicola.

## Geografia fisica
Secondo lo United States Census Bureau la cittadina occupa un'area di 22,7 km². Il 99,20 % (22,7 km²) è occupata da terreno mentre lo 0,80 % (0,2 km²) da acque.

## Società

### Evoluzione demografica
Al censimento del 2000 la popolazione era di 3 170 persone, di cui 1314 gruppi abitativi e 910 famiglie. La densità di popolazione era di 364,2 per miglio quadrato, erano presenti 1 338 unità abitative con una densità media di 153,7 per miglio quadro.
La composizione etnica era la seguente: 95,27% di razza bianca, 1,07% afroamericani, 0,06% nativi americani, 2,78% asiatici, 0,47% di altre razze e 0,35% di due o più etnie.
Gli ispanici di qualsiasi razza erano l'1,42% della popolazione.
Dei 1314 gruppi abitativi il 27,9% avevano bambini conviventi sotto i 18 anni, il 60,6% erano coppie sposate, il 7,1% erano nuclei con un capofamiglia donna senza marito presente e il 30,7% erano non-famiglie. Il 26,1% di tutti i gruppi abitativi erano persone sole, e il 7,6% era costituito da persone over 65. La grandezza media di un gruppo abitativo era di 2,41 persone e quello di una famiglia 2,93.
La composizione anagrafica è la seguente, 21,8% sotto i 18 anni, 5,1% dai 18 ai 24 anni, 25,88% dai 25 ai 44 anni, 33.1% dai 45 ai 64 anni e 14,1% sopra i 65. L'età media era di 44 anni. Per ogni 100 donne erano presenti 92,4 maschi, per ogni 100 donne sopra i 18 anni erano presenti 87,2 maschi.
Il guadagno medio di un gruppo abitativo era di 84.100$, quello di una famiglia 100.795$. Gli uomini avevano un introito medio di 79.650$ più del doppio di quello delle donne pari a 34.129$.
Il reddito procapite era pari 52.974$. Circa il 4% delle famiglie e il 4,7% della popolazione era sotto la soglia di povertà, compreso il 6,2% delle persone sotto i 18 anni e il 5,1% di quelle sopra i 65 anni.